# Trần Đại Quang
Trần Đại Quang (Ninh Binh, Vietnam, 12 d'octubre de 1956 - Hanoi, Vietnam, 21 de setembre de 2018) fou un polític vietnamita, president del seu país des del 2 d'abril de 2016 fins a la seva mort.

## Formació
Fill d'un pescador fluvial i una venedora de plàtans, el seu pare morí aviat i ell i els seus tres germans i dues germanes foren criats per la seva mare. De nen ajudà a la seva mare al camp fet que, segons diuen, contribuí al seu caràcter treballador i tranquil. Acabada l'educació secundària esdevingué agent de policia a la seva població natal, però seguí estudiant. Es doctorà en dret i obtingué un màster en filologia xinesa, entre d'altres títols.

## Càrrecs públics
Trần Đại Quang ingressà al Partit Comunista del Vietnam el 26 de juliol de 1980, militància que s'oficialitzà exactament un any després. El 1997 esdevingué membre del politburó i del comitè central del partit. Fou sotscap del comitè de prevenció de la SIDA i el VIH del 2011 al 2014 i Ministre de Seguretat Pública del Vietnam des del 2011 fins al 2 d'abril de 2016, quan fou nomenat president del país. També fou el segon membre en rang (per sota de Nguyễn Phú Trọng) del 12è politburó del Partit Comunista del Vietnam, celebrat el gener de 2016, en el qual fou proposat per esdevenir president del Vietnam. Aquesta decisió fou ratificada per l'Assemblea del Vietnam el 2 d'abril de 2016, data en què es feu efectiu el relleu a la presidència.

## Malaltia i mort
La malaltia que causà la mort del president vietnamita fou tractada de manera discreta pel govern del país, tot i que se'n generaren sospites arran de les darreres aparicions del mandatari (l'última l'11 de setembre de 2018), visiblement afeblit. Posteriorment al seu decés, el govern de la nació informà que Trần Đại Quang havia emmalaltit al juny de 2017 a causa d'un "virus molt virulent" que no va poder ser curat ni per la sanitat vietnamita ni per la del Japó, estat al que viatjà en sis ocasions per rebre tractament mèdic. Finalment morí a l'Hospital Militar Central 108, a Hanoi.